# Mayo Doko
Mayo Doko (土光 真代, Dokō Mayo, Toda, 3 mei 1996) is een Japans voetbalster die als verdediger speelt bij Nippon TV Beleza.

## Carrière

### Clubcarrière
Doko begon haar carrière in 2012 bij Nippon TV Beleza. Met deze club werd zij in 2015, 2016, 2017 en 2018 kampioen van Japan.

### Interlandcarrière
Doko nam met het Japans nationale elftal O20 deel aan het WK onder 20 in 2012. Daar stond zij in alle zes de wedstrijden van Japan opgesteld en Japan behaalde brons op het wereldkampioenschap.
Doko maakte op 29 juli 2018 haar debuut in het Japans vrouwenvoetbalelftal tijdens een wedstrijd tegen Brazilië.

## Statistieken
| Japans vrouwenvoetbalelftal | Japans vrouwenvoetbalelftal | Japans vrouwenvoetbalelftal |
| Jaar                        | Wed.                        | Dlp.                        |
| --------------------------- | --------------------------- | --------------------------- |
| 2018                        | 1                           | 0                           |
| 2019                        | 1                           | 0                           |
| Totaal                      | 2                           | 0                           |